# Dolores Costello
Pour les articles homonymes, voir Costello.
Dolores Costello, née le 17 septembre 1903 à Pittsburgh, en Pennsylvanie, morte le 1er mars 1979 à Fallbrook, en Californie, est une actrice américaine. Celle qui fut surnommée « la déesse du cinéma muet » est surtout connue aujourd'hui comme la grand-mère de l'actrice et productrice Drew Barrymore.

## Biographie

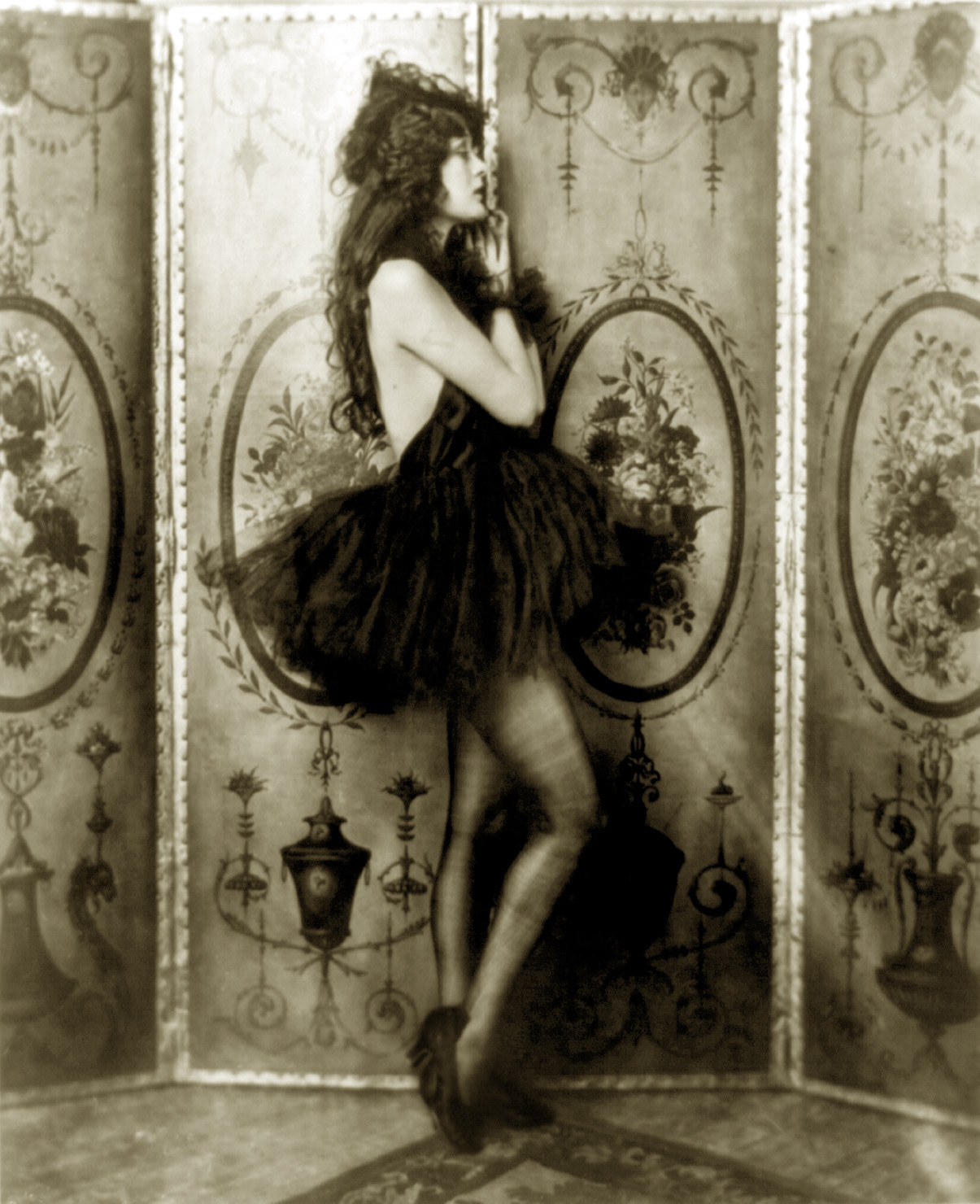
Dolores Costello au début des années 1920. Photo d'Alfred Cheney Johnston.

Fille du couple d'acteurs Mae et Maurice Costello, elle apparaît dans de nombreux films tout au long des années 1910 et au début des années 1920, surtout aux côtés de son père et de sa sœur Helene. Elle monte sur les planches avec sa sœur en 1924 à New York, dans la pièce George White Scandals. Les deux actrices sont remarquées par la Warner Bros. qui les prend sous contrat. L'acteur maison John Barrymore la choisit comme partenaire dans The Sea Beast en 1926. Ils se marient en 1928 et ont deux enfants, DeDe en 1931 et John Drew, l'année suivante. Dolores se retire alors des écrans pour élever ses enfants. Sa sœur et son mari, l'acteur Lowell Sherman, finissent pourtant par la convaincre de divorcer de son mari, alcoolique, en 1935.
Après son divorce, l'actrice participe à quelques grosses productions comme Le Petit Lord Fauntleroy en 1936, mais elle s'arrête rapidement à cause des ravages que le maquillage utilisé au début de sa carrière a causé à sa peau.
Elle se remarie en 1939 avec John Vruwink dont elle divorce en 1950 et vit dans son ranch californien où elle vit en recluse jusqu'à sa mort.

## Filmographie
- 1909 : Le Songe d'une nuit d'été (A Midsummer night's dream) de Charles Kent et J. Stuart Blackton
- 1923 : La Gueuse (Lawful Larceny) d'Allan Dwan : Nora
- 1923 : Un nuage passa (The Glimpses of the Moon) d'Allan Dwan
- 1925 : Bobbed Hair d'Alan Crosland
- 1926 : Marisa, l'enfant volée (Mannequin) de James Cruze
- 1926 : Jim le harponneur (The Sea Beast) de Millard Webb
- 1926 : Fille de cirque (en) (The Third Degree) de Michael Curtiz : Annie Daly
- 1927 : Le Roman de Manon (When a Man Loves) d'Alan Crosland : Manon Lescaut
- 1927 : Old San Francisco d'Alan Crosland
- 1927 : The Heart of Maryland de Lloyd Bacon : Maryland Calvert
- 1928 : La Belle de Baltimore (Glorious Betsy) d'Alan Crosland : Betsy Patterson
- 1928 : L'Orage de Brody-Mill (en) (Tenderloin) de Michael Curtiz
- 1928 : L'Arche de Noé (Noah's Ark) de Michael Curtiz : Mary / Miriam
- 1929 : Glad Rag Doll (en) de Michael Curtiz
- 1929 : La Madone de l'avenue (en) (Madonna of Avenue A) de Michael Curtiz
- 1929 : Cœurs en exil (Hearts in Exile) de Michael Curtiz : Vera Zuanova
- 1929 : La Revue des revues (The Show of Shows) de John G. Adolfi
- 1931 : Expensive Women (en) de Hobart Henley
- 1936 : Le Petit Lord Fauntleroy (Little Lord Fauntleroy) de John Cromwell : 'Dearest' Erroll
- 1936 : Yours for the Asking d'Alexander Hall
- 1938 : L'Enfant rebelle (en) (The Beloved Brat) d'Arthur Lubin
- 1938 : Sérénade sur la glace (Breaking the Ice) d'Edward F. Cline
- 1942 : La Splendeur des Amberson (The Magnificent Ambersons) d'Orson Welles : Isabel
- 1943 : This Is the Army de Michael Curtiz : Mme Davidson

## Distinction
- 1926 : WAMPAS Baby Stars